# Anthology (Michael Jackson-album)
Az Anthology Michael Jackson amerikai pop- és R&B-énekes egyik korai albuma, válogatásalbum a Motown kiadónál megjelent dalaiból. Szerepelnek közte testvéreivel közös együttese, a The Jackson 5 dalai, valamint korábban kiadatlan, 1973-ban felvett dalok is. Az album 1986. november 14-én jelent meg, majd 1995. november 8-án újra kiadták.

## Számlista

### Egyes lemez
1. Got to Be There
2. Rockin’ Robin
3. Ain’t No Sunshine
4. Maria (You Were the Only One)
5. I Wanna Be Where You Are
6. Girl, Don’t Take Your Love From Me
7. Love Is Here and Now You’re Gone
8. Ben
9. People Make the World Go ‘Round
10. Shoo-Be-Doo-Be-Doo-Da-Day
11. With a Child’s Heart
12. Everybody’s Somebody’s Fool
13. Greatest Show on Earth
14. We’ve Got a Good Thing Going
15. In Our Small Way
16. All the Things You Are
17. You Can Cry on My Shoulder
18. Maybe Tomorrow (The Jackson 5)
19. I’ll Be There (The Jackson 5)
20. Never Can Say Goodbye (The Jackson 5)
21. It’s Too Late to Change the Time (The Jackson 5)
22. Dancing Machine (The Jackson 5)

### Kettes lemez
1. When I Come of Age
2. Dear Michael
3. Music and Me
4. You Are There
5. One Day in Your Life
6. Make Tonight All Mine
7. Love’s Gone Bad
8. That’s What Love Is Made Of
9. Who’s Looking for a Lover
10. Lonely Teardrops
11. Cinderella Stay Awhile
12. We’re Almost There
13. Take Me Back
14. Just a Little Bit of You
15. Melodie
16. I’ll Come Home to You
17. If N’ I Was a God
18. Happy (Love Theme from Lady Sings The Blues)
19. Don’t Let It Get You Down
20. Call on Me
21. To Make My Father Proud
22. Farewell My Summer Love